# Walter Christaller
Walter Christaller (Calw, 21 de abril de 1893 - Königstein im Taunus, 9 de marzo de 1969). Geógrafo alemán cuantitativo cuya contribución principal a la disciplina, la Teoría de los lugares centrales (TLC), recogida en su obra Los lugares centrales en Alemania meridional (1933), supuso una revolución en la década de los cincuenta y sesenta del siglo XX dentro del pensamiento geográfico al postular una teoría sobre la distribución y jerarquización de los lugares centrales en un espacio isótropo. Sentaba las bases para explicar la organización de las redes urbanas, teorizando las pautas de ordenación de los núcleos urbanos considerados como centros de servicios que equipan a la población circundante.
Christaller está considerado como el precursor de la nueva geografía cuantitativa.

## Biografía
Walter Christaller nació del matrimonio entre Erdmann Gottreich y Helene Christaller, autora esta última de novelas infantiles de temática cristiana en Berneck (hoy parte de Altensteig en Alemania. Su abuelo paterno, Johann Gottlieb Christaller, era lingüista y misionero cristiano en África Occidental.
Con anterioridad a 1914, Christaller comenzó estudios de filosofía y economía política y posteriormente sirvió en el ejército alemán durante la Primera Guerra Mundial. Fue educado en casa y en las universidades de Heidelberg y Múnich. En la década de los años 1920, ejerció diversas ocupaciones. En 1929, reanudó sus estudios de posgrado, lo que lo llevó a su famosa disertación sobre la teoría de los lugares centrales (TLC), que publicó como Die zentralen Orte in Süddeutschland (Los lugares centrales en el sur de Alemania), en 1933. A finales de la década de 1930, ocupó un breve cargo académico en la Universidad de Friburgo de Brisgovia.
En 1940, Christaller ingresó en el partido nazi. Desde 1940 a 1945 estuvo destinado en «Stabshauptamt Planung und Boden» (Oficina de Planificación y Suelo), un departamento de planificación de las SS encargado de la germanización de los territorios ocupados en Europa oriental. Desde ese puesto participó en la organización territorial de la Polonia ocupada y contribuyó entre otras cosas a la planificación de los asentamientos en varias regiones, siguiendo su modelo de lugares centrales.
Christaller consideraba que el modelo de lugares centrales, que distinguía una jerarquía de las poblaciones en torno a un espacio principal, u Oberzentrum, obedecía a una aplicación a la planificación territorial del principio de liderazgo – Führerprinzip - del nacionalsocialismo.
Sus responsabilidades durante el nazismo no supusieron un obstáculo para su carrera en la postguerra. Miembro del partido comunista, más tarde del socialdemócrata, participó en la organización espacial del régimen comunista polaco, su modelo de lugares centrales sirvió como inspiración para la planificación territorial de la República Federal de Alemania tras la Segunda Guerra Mundial.
En 1950, Christaller, junto con Paul Gauss y Emil Meynen, fundaron la Asociación Alemana de Geografía Aplicada (DVAG). El Premio Walter Christaller de Geografía Aplicada lleva su nombre.

## Crítica a la persona y obra de Christaller
La figura de Christaller y la TLC siguen siendo objeto de debate entre los geógrafos, enmarcándose una revisión crítica de la historia de la geografía y sus figuras prominentes, considerando sus contextos históricos y sus acciones individuales. En el caso de Walter Christaller se plantea los interrogantes sobre su relación entre la ciencia, la ética y la responsabilidad individual.
- Los críticos de su figura destacan el haber colaborado con el nazismo a través de su trabajo en la Oficina de Planificación y Suelo de Himmler, diseñando planes para la reordenación espacial de los territorios conquistados por los nazis.

- A su vez se cuestiona su oportunismo político motivado por sus cambios de ideología política. Su biografía personal y política está llena de paradojas: antiguo miembro del partido socialdemócrata, se pasó al partido nazi en 1940, en 1945 al partido comunista y, una vez más, al partido socialdemócrata en 1969.[7]

- Se discute la validez científica de la TLC, considerándola una teoría simplista y con inconsistencias formales y empíricas. En este sentido el Grupo de Lausana ha liderado dicha crítica, considerándo la Teoría de los Lugares Centrales un «cadáver exquisito« producto de la tradición lococentralista.[8][9]

- Por contra sus partidarios argumentan que su colaboración con el nazismo debe ser contextualizada en el marco de la época, destacando que su pensamiento evolucionó con el tiempo, abandonando el nazismo y abrazando el comunismo.

- Sus defensores sostienen además la importancia de la TLC como una teoría pionera en la geografía cuantitativa.